# Flipos
Flipos es una serie animada chilena preescolar del estudio de animación PunkRobot Audiovisual y distribuido por la productora Pájaro. La serie trata sobre cuatro amigos que viajan alrededor del universo en su nave espacial.

## Personajes
- Ponk: Ponk es el mayor de los Flipos. Es muy inventivo, siempre tomando la iniciativa y solucionando problemas. Posee ruedas y un brazo mecánico extensible.
- Lili: Siempre preocupada por los demás, Lili tiene un gran corazón. Es muy ingeniosa y se le ocurren muchas ideas, por lo que es un gran aporte en las expediciones. Puede alcanzar lugares muy altos, ya que sus brazos y piernas son elásticos.
- Guagua: Guagua es la menor de los Flipos, pero es muy madura para su edad y no se queda atrás en las exploraciones. Puede esconder sus brazos y piernas para rebotar libremente como una pelota saltarina.
- Des: Aunque Des es un poco descordinado, es muy querido entre los Flipos porque tiene muy buena disposición para ayudar y no se desanima fácilmente.

## Episodios
- La Carrera Espacial
- La Plaza de Juegos
- El Señor Artista
- La Gran Montaña Rusa
- Los Juguetes del Ratón
- ¡Qué Frío, Qué Calor!
- El Misterio de la Caja
- Es Hora de Dormir
- Buscando a Guagua
- Un Día de Campo
- Fuerte, Despacio
- Armar y Desarmar
- La Llave Magica